# Gorni Luch
Gorni Luch (del ruso: Го́рный Луч) es un jútor del raión de Apsheronsk del krai de Krasnodar, en Rusia. Está situado en las vertientes septentrionales del Cáucaso Occidental, en la orilla izquierda del río Psheja, afluente del Bélaya, que lo es del Kubán, 14 km al sur de Apsheronsk y 100 km al sureste de Krasnodar, la capital del krai. Tenía 37 habitantes en 2010
Pertenece al municipio Novopoliánskoye.